# Joan Bou
Joan Bou Company (Valencia, 16 de janeiro de 1997) é um ciclista profissional espanhol. Actualmente corre para a equipa Euskaltel-Euskadi.

## Palmarés
- Ainda não tem conseguido nenhuma vitória como profissional

## Resultados  em Grandes Voltas
| Corrida | Corrida         | 2018 | 2019 | 2020 | 2021 |
| ------- | --------------- | ---- | ---- | ---- | ---- |
|         | Giro d'Italia   | —    | —    | —    | —    |
|         | Tour de France  | —    | —    | —    | —    |
|         | Volta a Espanha | —    | —    | —    |      |

—: Não participa

Ab.: Abandona

## Equipas
- Nippo-Vini Fantini (08.2017-2019)
  - Nippo-Vini Fantini (08.2017-12.2017)  (stagiaire)
  - Nippo-Vini Fantini-Europa Ovini (2018)
  - Nippo-Vini Fantini-Faizanè (2019)
- Euskaltel-Euskadi (2020-)
  - Fundación-Orbea (01.2020-03.2020)
  - Euskaltel-Euskadi (04.2020-)